# Auditorio Alfredo Kraus

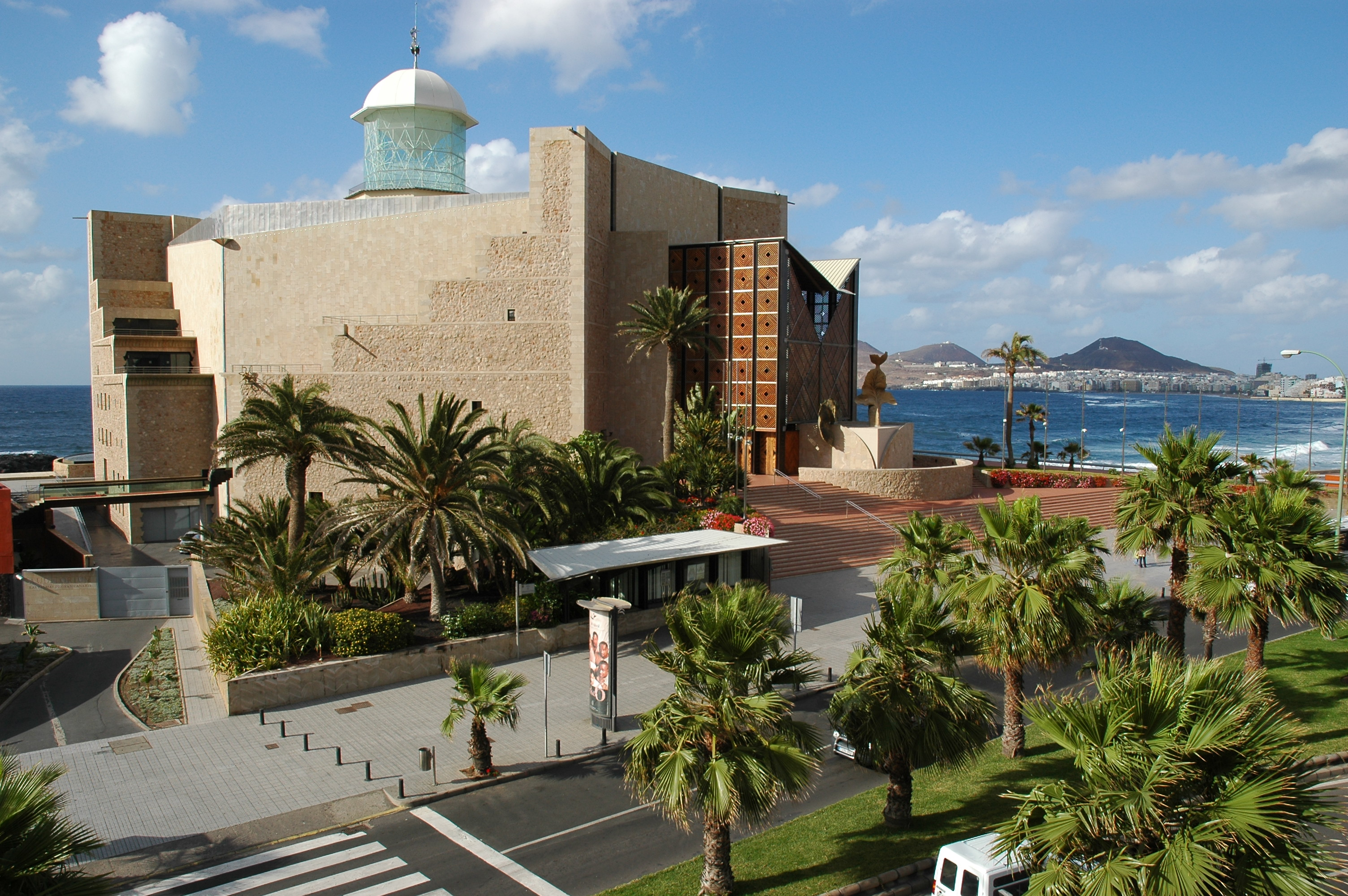
Auditorio Alfredo Kraus

Das Auditorio Alfredo Kraus (Alfredo-Kraus-Auditorium) ist ein Konzert- und Veranstaltungsgebäude in Las Palmas de Gran Canaria. Es wurde von Óscar Tusquets entworfen und zwischen 1993 und 1997 mit der Idee erbaut, einen Leuchtturm zum Schutz des Strandes von Las Canteras zu errichten. Es wurde am 5. Dezember 1997 eingeweiht. Das Auditorium trägt den Namen von Alfredo Kraus als Hommage und Dank an das Werk des Tenors aus Gran Canaria. In seinem Hauptsaal befindet sich hinter dem Orchester ein riesiges, etwa 100 m² großes Fenster, durch das man während eines Konzerts den Blick auf den Atlantischen Ozean genießen kann.
Das Auditorium Alfredo Kraus ist unter anderem Austragungsort des jährlichen Internationalen Filmfestivals von Las Palmas de Gran Canaria und des Musikfestivals der Kanarischen Inseln sowie Veranstaltungsort für Wettbewerbe, Ausstellungen, Kongresse und Tagungen. Es ist der Hauptsitz des Philharmonischen Orchesters von Gran Canaria.
In dem Hörsaalkomplex befindet sich auch der Palacio de Congresos de Canarias.

## Symphonie-Saal
Der Symphonie-Saal hat eine Kapazität von 1656 Plätzen. Seine sechseckige Form mit einer Fläche von 1650 m² wurde für eine außergewöhnliche Akustik konzipiert.
Im Saal befindet sich neben dem riesigen Fenster, das sich zwischen dem Parkett und dem Meer öffnet, eine Orgel, die mit ihren 2.750 Pfeifen eine der größten der Kanarischen Inseln und die einzige weltliche Orgel auf Gran Canaria ist.
Die Orgel von Albert Blancafort wurde am 21. Oktober 1999 mit einem Konzert in Anwesenheit von Prinzessin Irene von Griechenland eingeweiht. Das Konzert, das der Organist Wolfgang Seifen gab, fand zugunsten der Fundación Mundo en Armonía statt.

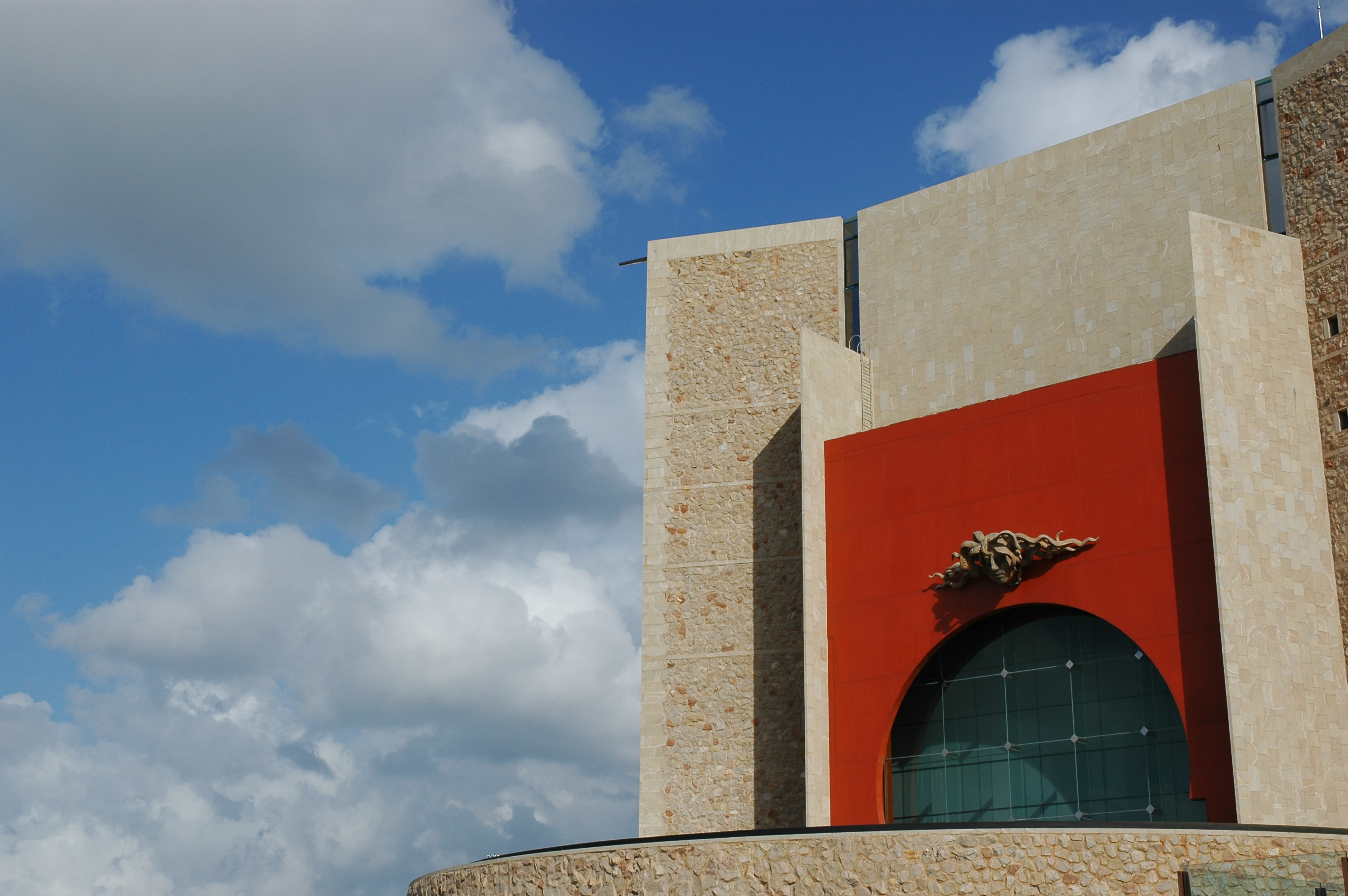
Medusa Skulptur des Auditorio Alfredo Kraus

Im November 2002 wurde das Auditorium um zwei neue Säle erweitert: San Borondón und Alegranza. Acht Jahre später, am 3. November 2010, wurde das Angebot an Veranstaltungsorten mit der Einweihung eines Mehrzwecksaals vervollständigt, der ebenfalls von Óscar Tusquets entworfen wurde. Er ist für alle Arten von Veranstaltungen geeignet.